# La fabbrica dell'imprevisto (film 1920)
La fabbrica dell'imprevisto è un film muto italiano del 1920 diretto e interpretato da Ettore Piergiovanni.